# Zasłużony Pilot Wojskowy
Zasłużony Pilot Wojskowy – tytuł honorowy i odznaka nadawane żołnierzom Wojska Polskiego.
Tytułem  wyraża się uznanie wybitnie zasłużonym pilotom za wzorową służbę w lotnictwie Sił Zbrojnych Rzeczypospolitej Polskiej, w szczególności za duży wkład w jego rozwój, umocnienie gotowości bojowej i szkolenie kadr lotniczych. Może być również nadany pilotom wojskowym, którzy dokonali bohaterskiego czynu związanego z wykonywaniem lotu. Nadaje się go  nie więcej niż trzykrotnie, a kolejne nadanie tytułu honorowego może nastąpić po upływie co najmniej trzech lat od poprzedniego nadania.
Rozporządzeniem Ministra Obrony Narodowej z dnia 23 czerwca 2010 r. w sprawie wyróżniania żołnierzy, pododdziałów i oddziałów wojskowych wprowadzono nowe ustalenia w sprawie tytułu.

## Odznaka (1978)
Odznaka tytułu honorowego „Zasłużony Pilot Wojskowy Polskiej Rzeczypospolitej Ludowej” została ustanowiona ustawą z dnia 20 lipca 1978 r.; wzór i zasady jej nadawania określała odpowiednia uchwała Rady Państwa. Odznaka ta została zniesiona na mocy ustawy z dnia 16 października 1992 r.
Odznakę stanowił złocony podwójny pierścień umieszczony na tle dziesięcioramiennej srebrzonej gwiazdy; wewnątrz pierścienia na polu z niebieskiej emalii umieszczona była kwadratowa szachownica z emalii białej i czerwonej z nałożonym na niej srebrzonym orłem; między pierścieniami na otoku z białej emalii umieszczony był napis „ZASŁUŻONY PILOT WOJSKOWY PRL”; średnica gwiazdy wynosiła 43 mm; średnica zewnętrznego pierścienia – 30 mm; wewnętrznego pierścienia – 20 mm, szerokość każdego z pierścieni – 1,5 mm; szachownica o bokach 14 mm. Odznakę przypinało się na zakrętkę.

## Odznaka (1999 i 2002)
Odznakę  stanowi podwójny pierścień, okolony złoconym wieńcem z liści laurowych i dębowych. Wewnątrz pierścienia na polu z błękitnej emalii jest umieszczony srebrzony i oksydowany orzeł z oznaki specjalności pilota, określonej w odrębnych przepisach, trzymający w dziobie złoconą rzymską liczbę I, II lub III, oznaczającą nadanie tytułu honorowego po raz pierwszy, drugi lub trzeci. Między pierścieniami na otoku z białej emalii jest umieszczony napis „ZASŁUŻONY PILOT WOJSKOWY”. Na dole odznaki, pośrodku na tle wieńca i pierścienia, jest umieszczona w obramowaniu koloru srebrnego szachownica lotnicza z emalii białej i czerwonej. Pierścienie i napis są wykonane z metalu srebrzonego i oksydowanego. Średnica odznaki wynosi 45 mm, średnica zewnętrznego pierścienia – 38 mm, a pierścienia wewnętrznego – 24 mm, szerokość każdego z pierścieni i obramowania szachownicy wynosi 1,5 mm; bok szachownicy ma 9 mm, liczba rzymska ma 5 mm wysokości i 2,5 mm szerokości.

## Odznaka (2010 i 2022)
Odznakę stanowią dwie nałożone na siebie okrągłe tarcze, zewnętrzna o większej średnicy i wewnętrzna o mniejszej średnicy.
Na awersie – pierścień, utworzony po nałożeniu na tarczę zewnętrzną tarczy wewnętrznej, okolony wieńcem z liści laurowych i dębowych. W pierścieniu ułożony półkoliście napis „ZASŁUŻONY PILOT WOJSKOWY”. Wnętrze pierścienia emaliowane w kolorze białym. Na dole odznaki, na pierścieniu i wieńcu, nałożona szachownica lotnicza, emaliowana w kolorach białym i czerwonym, w obramowaniu koloru oksydowanego srebra, według wzoru określonego w art. 22 ustawy o znakach. Wieniec, obramowania tarcz oraz napis w kolorze złotym.
Na tarczy wewnętrznej, emaliowanej na kolor błękitny, nałożony w kolorze oksydowanego srebra orzeł w locie z rozpostartymi skrzydłami i głową zwróconą w prawo, trzymający w dziobie nałożoną pozłacaną rzymską liczbę I, II lub III, oznaczającą nadanie tytułu honorowego po raz pierwszy, drugi lub trzeci. Orzeł według historycznego wzoru określonego dla „Odznaki Pilota”.
Na rewersie – wykonany wgłębnie (lub innym sposobem zapewniającym nieusuwalność i wyrazistość) kolejny numer odznaki łamany przez dwie cyfry oznaczające rok jej wykonania (np. 0001/22) oraz nazwa firmy lub jej znak.
Odznaka metalowa: wypukła, dwuwarstwowa, czteroczęściowa. Mocowana na gwintowany trzpień średnicy 2 mm i nakrętkę średnicy 18 mm z bokiem moletowanym. Wymiary: średnica odznaki – 40 mm, średnica tarczy zewnętrznej – 33 mm, średnica tarczy wewnętrznej – 22 mm, bok szachownicy – 8 mm, wysokość liczby rzymskiej – 4,5 mm.

## Galeria

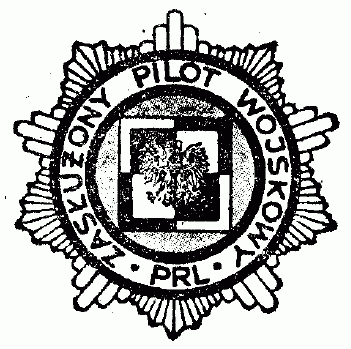
Zasłużony Pilot Wojskowy PRL – wzór 1978
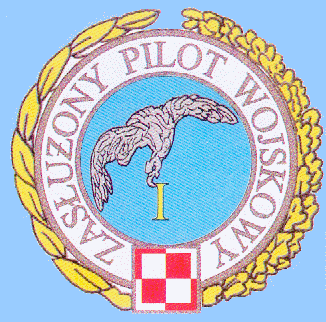
wzór 1999 oraz 2002 (odznaka tytułu nadanego po raz pierwszy)
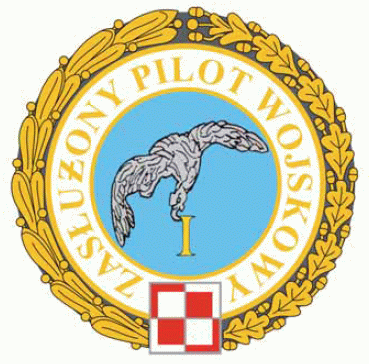
wzór 2010 oraz 2022 (odznaka tytułu nadanego po raz pierwszy)
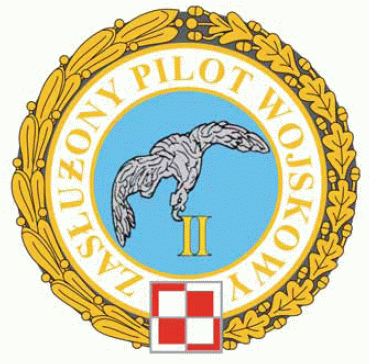
wzór 2010 oraz 2022 (odznaka tytułu nadanego po raz drugi)
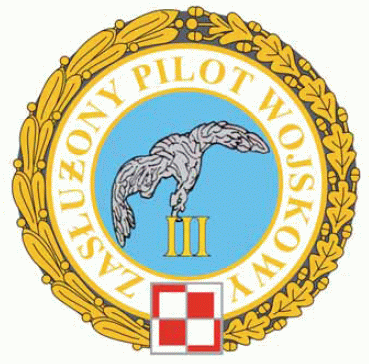
wzór 2010 oraz 2022 (odznaka tytułu nadanego po raz trzeci)